# Sprengstofffabrik Hessisch Lichtenau

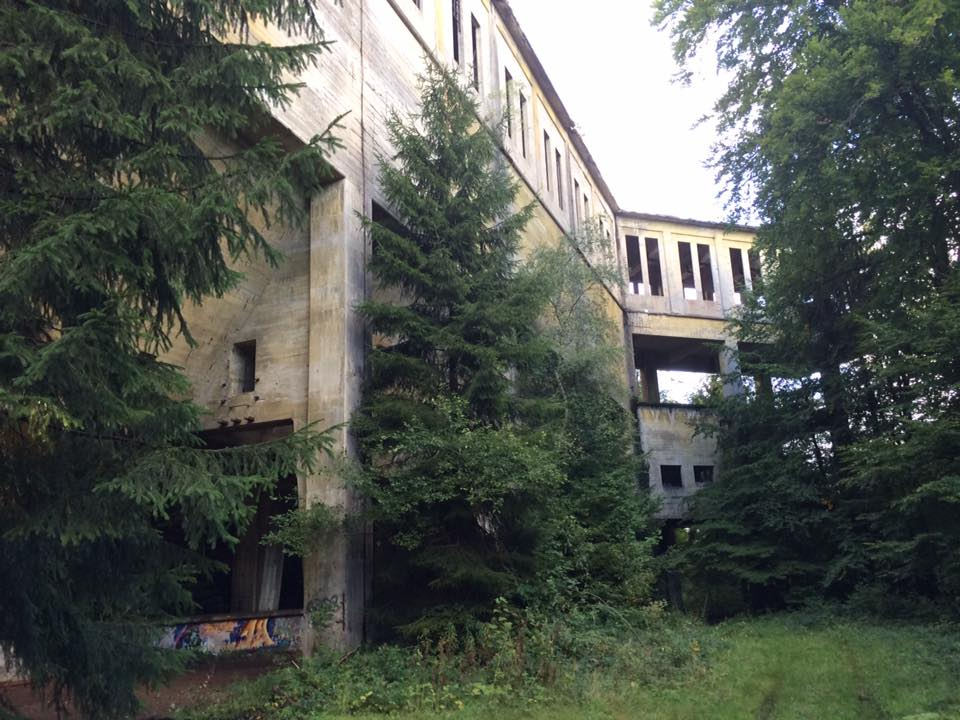
Hochbunker der ehemaligen Seilbahnstation zur Braunkohleversorgung

Die Sprengstofffabrik Hessisch Lichtenau war eine in der Zeit des Nationalsozialismus ab 1936 nördlich der Kleinstadt Hessisch Lichtenau in der damaligen preußischen Provinz Hessen-Nassau errichtete Sprengstofffabrik. Errichtet wurde sie im Auftrag und auf Rechnung der deutschen Wehrmacht über ein getarntes staatliches Finanzierungs- und Verwaltungssystem (Montan-Schema), während der eigentliche Betrieb in den Händen der Gesellschaft m.b.H. zur Verwertung chemischer Erzeugnisse (Verwertchemie) als Tochterfirma der Dynamit AG (DAG) lag.
Der Tarnname des Sprengstoffwerkes lautete Friedland. Aus den im Zweiten Weltkrieg nicht zerstörten Anlagen und Gebäuden der Fabrik entwickelte sich nach 1945 das heutige Industriegebiet Hirschhagen der Stadt Hessisch Lichtenau.

## Vorgeschichte und Standortwahl
Die Sprengstofffabrik wurde vor dem Hintergrund der 1935 begonnenen Aufrüstung der Wehrmacht infolge der  Machtergreifung der Nationalsozialisten vom 30. Januar 1933 errichtet. Um im Kriegsfall den massiven Munitionsbedarf der Wehrmacht decken zu können, sahen diese es als erforderlich an, die durch den Friedensvertrag von Versailles eingeschränkten Produktionskapazitäten im Pulver- und Sprengstoffbereich deutlich auszuweiten. In Absprache zwischen dem Heereswaffenamt und den privaten Sprengstoffherstellern begann daher die Errichtung einer Reihe von getarnten „Schattenwerken“, die erst im Mobilmachungs- oder Kriegsfall die Produktion aufnehmen sollten. Gemeinsam waren all diesen Werken die abgelegene Lage im ländlichen Raum, die aufgelockerte und teilweise verbunkerte Bauweise und Tarnmaßnahmen.
Die Mitte der 1930er Jahre rund 3.000 Einwohner zählende Kleinstadt Hessisch Lichtenau lag in einer ursprünglich landwirtschaftlich geprägten Region und wies bis dahin nur zwei größere Industriebetriebe auf, eine Weberei und eine Zigarrenfabrik. Die Eigentümer dieser beiden Betriebe waren im Übrigen jüdischen Glaubens, weshalb sie 1938 Opfer der sogenannten Arisierung wurden.
1935 wurden im gesamten Deutschen Reich Standorte für neu zu errichtende Sprengstofffabriken festgelegt. Die Auswahl des Standortes Hessisch Lichtenau erfolgte unter der Einflussnahme von Julius Goebel, NSDAP-Kreisleiter im Landkreis Witzenhausen und seit der nationalsozialistischen Gleichschaltung Bürgermeister von Hessisch Lichtenau. Goebel erhoffte sich durch den Bau des Werkes neue Arbeits- und Verdienstmöglichkeiten für die Einwohner der Stadt und ihrer Umgebung. Nach eigenen Aussagen hatte er sich bereits kurz nach der Wiedereinführung der Wehrpflicht am 16. März 1935 an militärische Dienststellen gewandt, um die Verlegung einer Formation der neuen Wehrmacht in die hiesige Stadt zu erreichen.
Das ausgewählte Gelände befand sich im Staatsforst Hessisch Lichtenau, rund drei Kilometer nördlich der Stadt. Es gehörte zu den Gemarkungen von Hessisch Lichtenau, Fürstenhagen und Friedrichsbrück. Nach dem Bau der Sprengstofffabrik wurden die Gemeindegrenzen neu festgelegt und das ganze Areal der Stadt Hessisch Lichtenau zugeschlagen, um ein kommunalrechtlich einheitliches Gebiet zu erhalten. Der Standort bot aus Sicht der Planer mehrere Vorteile wie die Tarnmöglichkeiten gegen Fliegersicht durch die Lage in einem Mischwaldgebiet, die Nähe zu Braunkohlebergwerken zur Energieversorgung und das Arbeitskräftereservoir im ländlichen Raum. Im Herbst 1935 waren die Planungen abgeschlossen.

## Aufbau und Infrastruktur

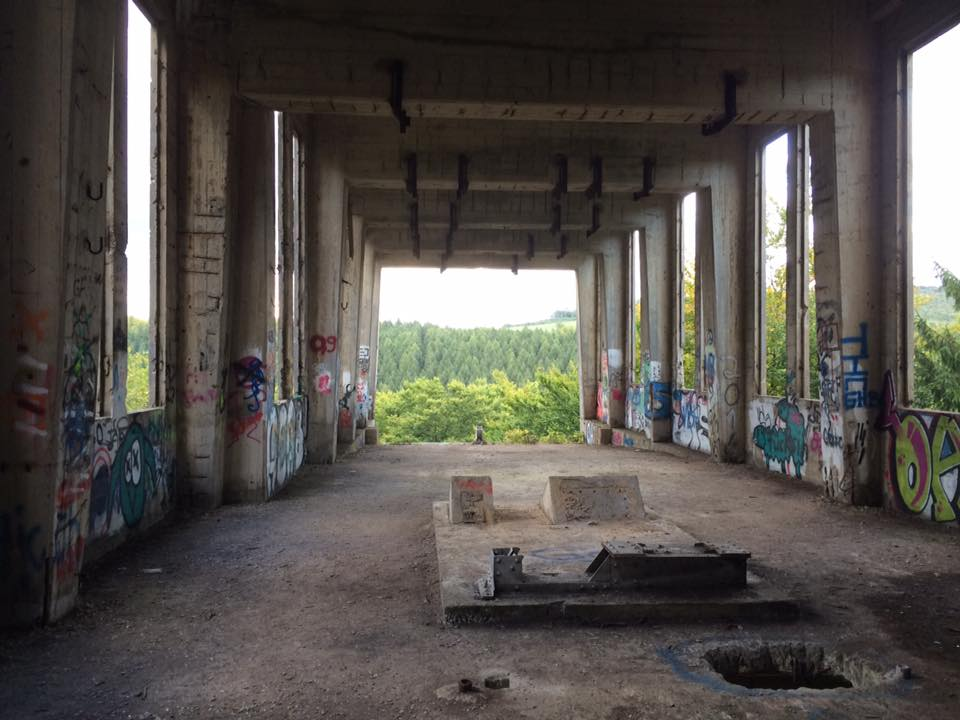
Seilbahnstation mit Blick auf den ehemaligen Braunkohletagebau

Der Bau der Sprengstofffabrik Hessisch Lichtenau begann im Jahr 1936 durch die Dynamit-Aktien-Gesellschaft, vormals Alfred Nobel & Co. (kurz: DAG) aus Troisdorf im Auftrag des Oberkommandos des Heeres (OKH). Gemäß des Montan-Schemas fungierte die im Besitz des Heereswaffenamtes befindliche Verwertungsgesellschaft für Montanindustrie GmbH (kurz: Montan) offiziell als Eigentümer, welche den Standort an die Gesellschaft m.b.H. zur Verwertung chemischer Erzeugnisse (kurz: Verwertchemie) als eine 100%ige Tochterfirma der DAG verpachtete. Mit dem Bau des Werkes wurde 1936 begonnen. Am 1. Juni 1938 wurde es als zweite Sprengstofffabrik der Verwertchemie in Betrieb genommen. Im geheimen Lageplan des Reichsamtes für Wirtschaftsausbau wurde die Fabrik unter dem Tarnnamen Friedland als eine von 87 zu Jahresbeginn 1939 bestehenden Produktionsstätten für Sprengstoffe, Kampfstoffe und Pulver verzeichnet. In einem Werksplan aus der Zeit sind detailliert die Einrichtungen auf dem Gelände dargestellt.
Die Sprengstofffabrik Hessisch Lichtenau umfasste eine mit Stacheldraht umzäunte Gesamtfläche von 233 ha und 399 Werksgebäude. Zur Erschließung des Werkes existierte ein umfangreiches, befestigtes Straßen- und Wegenetz sowie eine Anschlussbahn, welche als Ringbahn das im Wald getarnte Werksgelände erschloss (siehe Bahnstrecke Steinholz–Hirschhagen). Die Bauform der Gebäude berücksichtigte die Möglichkeit von Explosionsunglücken wie auch feindliche Luftaufklärung und kann als typisch für die in der NS-Zeit errichteten Sprengstofffabriken gelten. Die Werksanlagen wurden nach standardisierten Plänen als Stahlbetonbauten oder in Stahlbetonrahmenbauweise errichtet und waren teilweise mit bis zum Dachfirst reichenden Erdwällen umgeben. Die Verbindungsgänge zwischen den einzelnen Gebäuden erhielten ebenfalls eine Erdabdeckung. Die Flachdächer wurden bepflanzt. Auf diese Weise stellte sich der teilweise bis heute verbreitete Eindruck einer unterirdischen Anlage ein. Tatsächlich handelte es sich jedoch um oberirdische Bauten, während nur die Leitungsnetze (Strom, Wasser, Kanal) unter der Erde verlegt waren.
Für die Stromversorgung wurden drei Braunkohlekraftwerke mit einer installierten Leistung von 4.400, 3.000 und 1.200 Kilowatt errichtet, die aus einem Hochbunker versorgt wurden, welcher wiederum über eine Materialseilbahn direkt mit der Zeche Hirschberg verbunden war. Der erzeugte Strom wurde über 20 Transformatorenstationen umgewandelt und verteilt. Daneben waren Notstromaggregate für die Hauptgebäude des Werkes vorhanden.
Um den für die Sprengstoffproduktion notwendigen hohen Wasserbedarf sicherzustellen, wurden fünf Tiefbrunnen im Tal der Losse gebohrt, ein Kühlteich und zwei Hochbehälter angelegt sowie zwei Pumpstationen errichtet. Die Fabrik verfügte über ein Trinkwasser- und zwei Brauchwasserleitungsnetze. Fünf getrennte Kanalisationsnetze leiteten die sauren Abwässer bis 1941 ungeklärt in die Losse, ehe die Neutralisationsanlage (Kläranlage) fertiggestellt wurde. Zur Herstellung beziehungsweise Rückgewinnung der bei der Produktion benötigten Chemikalien dienten die Denitrierungs- und Konzentrationsanlage für Schwefelsäure und die Säurespaltanlage für Oleum.
Den Kern des Werkes stellten die Produktionsgruppen für die Sprengstoffe Trinitrotoluol (TNT) und Pikrinsäure (TNP) dar. Die TNT-Produktionsgruppe bestand aus 13 Gebäuden (Toluol-Lager, Säuremischanlage, Mononitrieranlage, Mono-Lager, Binitrierung, Bi-Lager, Waschhaus I und II, Trocknung, Granulierung, Lager mit Versand, Tri-Zwischenlager). Die beiden Pikrinsäure-Produktionsgruppen bestanden jeweils aus einem Nitrierhaus, Waschhaus, je zwei Trockenhäusern, Siebhaus und Säurelager. In 19 über das Werksgelände verteilten Pressengebäuden wurde dieser Sprengstoff anschließend in Hülsen abgefüllt und verdichtet. Ursprünglich war eine dritte Produktionsgruppe für den Sprengstoff Nitropenta (PETN) geplant und bereits mit Bauarbeiten begonnen worden. Sämtliche Arbeiten an den Produktionsgebäuden für Nitropenta wurden 1940 auf Weisung des Heereswaffenamtes eingestellt. Von anderen Werken geliefertes Nitropenta wurde jedoch in Hessisch Lichtenau weiterverarbeitet.
Das im Werk produzierte TNT wurde zum Teil noch vor Ort in angelieferte Fliegerbomben, Granathülsen und Landminen verfüllt. Hierzu dienten die Füllstation Ost und die Füllstelle West, die baulich identisch aufgebaut waren: Je zwei Hüllenlager, je ein Vorbereitungsgebäude, Gießhaus, Kühlkanal und Fertigungsgebäude. Granathülsen wurden dabei auch von kleineren Firmen wie Klein & Stiefel aus Fulda geliefert.
Außerhalb des eigentlichen Werksgeländes wurden 1942 die beschlagnahmten Gebäude der Hansa Schwerweberei in Eschenstruth für die Produktion und Reparatur von Spezialwerkzeugen der Verwertchemie eingerichtet.

## Produktion
In der Sprengstofffabrik Hessisch Lichtenau wurden die beiden Sprengstoffe TNT (ab 1938) und Pikrinsäure (ab 1939) bis Ende März 1945 produziert, wohingegen es zu der ursprünglich geplanten Produktion von Nitropenta nicht gekommen ist. Der höchste Produktionsausstoß an TNT wurde im Geschäftsjahr 1942/43 mit 29.170 t erreicht. Insgesamt wurden im Werk Hessisch Lichtenau 118.691 t TNT und 5.608 t Pikrinsäure produziert. Der Standort Hessisch Lichtenau erreichte damit den zweithöchsten TNT-Gesamtausstoß aller Werke der Verwertchemie, hinter der Fabrik Allendorf (125.131 t), aber vor der Fabrik Clausthal-Zellerfeld (105.357 t). Noch höhere TNT-Produktionsziffern erreichten in Deutschland nur das WASAG-Werk bei Elsnig (142.750 t) und die Dynamitfabrik Krümmel (157.044 t). Bei der Produktion von Pikrinsäure wurde Hessisch Lichtenau nur von dem ebenfalls von der Verwertchemie betriebenen Werk Dömitz (8.923 t) übertroffen.

## Arbeitskräfte und Lager

### Zahl und Herkunft der Arbeitskräfte
Beim Aufbau des Sprengstoffwerkes in den Jahren 1936 bis 1938 waren nach zeitgenössischen Angaben etwa 3.800 Arbeiter beschäftigt. Diese stammten nicht nur aus der näheren und weiteren Umgebung, sondern zum Teil aus dem gesamten Deutschen Reich. Untergebracht waren sie zum kleineren Teil (700 bis 800) in Privatquartieren, zum größten Teil aber in eigens errichteten Barackenlagern.
Die Belegschaftsstärke der Sprengstofffabrik Hessisch Lichtenau während des eigentlichen Betriebes umfasste am 31. Dezember 1944 insgesamt 4.472 Personen, davon 2.446 Frauen. Von den Arbeitskräften waren 46,13 % Deutsche, jedoch 53,87 % Ausländer, die fast ausschließlich gegen ihren Willen im Werk arbeiten mussten und gemäß den rassistischen Kriterien der NS-Ideologie sehr unterschiedlich behandelt wurden. 739 ausländische Arbeitskräfte wurden als Ostarbeiter eingestuft. Zu den übrigen Ausländern, die in der Fabrik arbeiten mussten, zählten 790 bis 1.000 weibliche und hauptsächlich jüdische KZ-Häftlinge aus Ungarn.

### Lebens- und Arbeitsbedingungen
Die ausländischen Zwangsarbeiter in den Sprengstoffwerken waren einer Vielzahl an Verordnungen, Erlassen und Gesetzen unterworfen, welche den Arbeitsalltag regeln sollten und durch Werkschutz, Polizei und Lagerführungen überwacht und rigoros durchgesetzt wurden. Dabei wurden die Arbeitskräfte aus Westeuropa im Allgemeinen besser behandelt als diejenigen aus Osteuropa und insbesondere die KZ-Häftlinge. In einem Ermittlungsbericht über die Fabrik Hessisch Lichtenau aus dem Jahr 1947 wurde vermerkt: Wegen unmenschlicher Behandlung gerade Ausländern gegenüber ist die Fa. D.A.G. weit bekannt. „Vergehen“ wurden mit der Meldung an die Gestapo und der Einweisung in das nur etwa 30 km entfernte Arbeitserziehungslager Breitenau bedroht. Die jüdischen Insassen des KZ-Außenlagers Hessisch Lichtenau befanden sich in der ständigen Gefahr, im Fall der Feststellung ihrer „Arbeitsunfähigkeit“ in das KZ Auschwitz geschickt und dort ermordet zu werden. Ende Oktober 1944 wurden 206 der dort eingepferchten Frauen Opfer einer vor Ort durch die SS vorgenommenen Selektion und wurden zur Ermordung zurück nach Auschwitz deportiert.
Zu den ständigen Misshandlungen und den besonders für die osteuropäischen Zwangsarbeiter schlechten Lebensbedingungen in den Lagern kam noch die gefährliche und gesundheitsschädliche Arbeit in der Fabrik. Durch den täglichen Umgang mit den in der Sprengstoffherstellung und -verarbeitung verwendeten giftigen Stoffen entstanden nicht nur Verfärbungen an Haut und Haaren, sondern es kam wiederholt zu Todesfällen durch Schädigung von Leber und Lunge. Durch die Brisanz der Sprengstoffe bestand jederzeit die Gefahr, bei einer Explosion getötet zu werden. Dokumentiert sind sechs größere Explosionsunglücke auf dem Gelände der Fabrik, bei denen es zu Todesfällen kam. Am verheerendsten waren die beiden Explosionen in der Füllstelle West am 10. April 1943 und am 31. März 1944 mit 63 und 71 Todesopfern.

### Siedlungen und Lager
Zur Unterbringung der Arbeitskräfte und Zwangsarbeiter sowie der am Aufbau der Fabrik Beschäftigten entstand ein Komplex von zehn Barackenlagern nebst einer Siedlung in der Umgebung von Hessisch Lichtenau, Fürstenhagen und Eschenstruth. Es waren dies:
- Siedlung Fürstenhagen für mittlere und höhere Angestellte der Fabrik und deren Familien mit 15 dreigeschossigen Mehrfamilienhäusern in Fachwerkbauweise.[32] Die Häuser der Siedlung sind erhalten geblieben und gehören heute zu einem Wohngebiet von Fürstenhagen.
- Lager Waldhof für bis zu 1.500 deutsche Arbeitsmaiden des Reichsarbeitsdienstes (RAD), errichtet 1939–1942 als „Musterlager“ mit 50 Unterkunftshäusern in fester Bauweise.[33] Während des Krieges wohnten im südlichen Teil der Siedlung einzelne Gruppen von ausländischen Arbeiterinnen aus westeuropäischen Ländern, vor allem aus Frankreich. Die Häuser sind erhalten geblieben und bilden heute die Siedlung Waldhof, während das Gemeinschaftshaus des Lagers heute von einem Seniorenheim genutzt wird.
- Lager Lenoirstift im gleichnamigen ehemaligen Waisenhaus bei Fürstenhagen, für männliche und ab 1941 zusätzlich weibliche deutsche Angestellte des Werkes, beinhaltete ebenfalls die Werkskrankenstation.[34] Die Gebäude sind noch vorhanden.
- Lager Herzog (offiziell Bereitschaftslager Hess. Lichtenau), belegt mit bis zu 1.200 Personen, bis 1942 ausschließlich deutsche Arbeiter, dann auch „Westarbeiter“ aus Frankreich und den Niederlanden, gegen Kriegsende auch polnische Zwangsarbeiter.[35] Das Lager bestand aus 22 massiv gebauten Häusern, die heute zum Wohngebiet Hessisch Lichtenau West gehören.
- Lager Teichhof, Anfang 1940 für deutsche Dienstverpflichtete errichtet, ab 1941 mit bis zu 1.000 RAD-Angehörigen in 22 Baracken belegt, die bei Bauarbeiten beschäftigt waren.[36] Auf dem Gelände des Lagers befindet sich heute eine orthopädische Klinik, mit deren Bau 1949 begonnen wurde. Sie nutzte in den Anfangsjahren noch die ehemaligen Lagerbaracken.
- Lager Friedrichsbrück, Anfang 1940 als „Behelfslager“ für etwa 350 Bauarbeiter errichtet, später vom RAD belegt.[37] Das Lager wurde nach 1945 zunächst als Unterkunft für Flüchtlinge und Vertriebene genutzt und später abgerissen.
- Lager Föhren, 1939 ursprünglich für deutsche Arbeitskräfte errichtet, ab 1943 mit bis zu 300 bis 500 ukrainischen Zwangsarbeiterinnen belegt, die teilweise noch im Kindesalter waren.[38] Die Lebensbedingungen in dem Lager galten als besonders schlecht. Heute sind keine baulichen Spuren mehr vorhanden.
- Lager Esche, 1939 errichtet und für bis 1.000 Arbeitskräfte konzipiert.[39] In dem Lager waren anfänglich Bauarbeiter und später auch deutsche Arbeiterinnen untergebracht. Ab 1942 waren dort Arbeiter der Werkzeugfabrik in Eschenstruth sowie ukrainische Zwangsarbeiterinnen und sowjetische Kriegsgefangene jeweils getrennt voneinander untergebracht.
- Lager Steinbach mit 6 Baracken, die 1943 für bis zu 300 Arbeitskräfte der Fabrik Eschenstruth errichtet worden waren.[39] Die Baracken der Lager Esche und Steinbach wurden nach Kriegsende abgebaut und in Volkmarsen als Bestandteil eines Flüchtlingslagers wieder errichtet.
- Lager Vereinshaus (auch Lager Süd), ursprünglich für bis zu 700 Personen konzipiertes Lager mit 23 Gebäuden, hauptsächlich Holzbaracken.[40][41] Das Lager war ursprünglich zur Unterbringung von Bauarbeitern angelegt. Später wurde es mit französischen Werksarbeitern neben den deutschen und ausländischen Bauarbeitern belegt. Im Sommer 1944 wurde ein Teil des Lagers abgetrennt und mit Stacheldraht umzäunt. Ab Anfang August 1944 bildete dieser Teil des Lagers ein Außenlager des KZ Buchenwald, in das zwischen 790 und 1.000 hauptsächlich jüdische Frauen aus Ungarn gepfercht wurden. Diese waren zuvor im KZ Auschwitz selektiert worden. In den Nachkriegsjahren dienten die Baracken verschiedenen Zwecken. In einem Teil befanden sich noch bis in die 1950er Jahre Unterrichtsräume des städtischen Realgymnasiums. Heute steht eine Grundschule auf der ehemaligen Fläche des Lagers.

## Die Sprengstofffabrik nach 1945

### Entmilitarisierung und Demontage
Die Sprengstofffabrik Hessisch Lichtenau produzierte bis zum 29. März 1945, drei Tage bevor am 2. April 1945 amerikanische Truppen in Hessisch Lichtenau einrückten. In den ersten Tagen und Wochen nach der Besetzung der Stadt durch die Amerikaner kam es zu wiederholten Plünderungen in dem unbewachten Werk.
Die Werksanlagen wurden durch die amerikanische Militärregierung beschlagnahmt, welche am 19. Januar 1946 der Regierung von Groß-Hessen den Befehl zur Stilllegung des Werkes, der Bereitstellung geeigneter Anlagen für Reparationszwecke und der Zerstörung aller ausschließlich für Kriegszwecke nutzbaren Anlagenteile erteilte. Im Rahmen der Entmilitarisierungs- und Demontagearbeiten wurden 148 Gebäude, teilweise durch Sprengungen, zerstört und unbrauchbar gemacht. Weiterhin wurden die Erdwälle um die Fabrikgebäude herum und die Tarnung an den Dächern entfernt.
Zwischen Juni 1945 und Januar 1946 war das Werk Sitz des alliierten Ministerial Collecting Center (MCC) zur Auswertung von Verwaltungsakten der Reichsregierung. Die ehemaligen Arbeiterlager wurden anfänglich teilweise zur Unterbringung von deutschen Kriegsgefangenen und Zivilinternierten genutzt, bevor sie dann bis 1949 zur vorübergehenden Heimat für jüdische Displaced Persons (DPs) aus Osteuropa wurden. Anschließend dienten die Lager als Unterkunft für Heimatvertriebene und Flüchtlinge aus den infolge des Potsdamer Abkommens abgetrennten deutschen Ostgebieten und dem Sudetenland.

### Industriegebiet
Vergleichbar anderen Vertriebenengemeinden auf dem Gebiet der westlichen Besatzungszonen und der 1949 gegründeten Bundesrepublik Deutschland entwickelte sich das Gelände der ehemaligen Sprengstofffabrik Hessisch Lichtenau ab Ende der 1940er Jahre unter dem neuen Namen Hirschhagen zu einem zivilen Industriegebiet, in dem vor allem von Flüchtlingen und Vertriebenen neue Betriebe gegründet wurden. Das frühere Werksgelände wurde ab 1951 zum Eigentum der bundeseigenen Industrieverwaltungsgesellschaft mbH als Rechtsnachfolgerin der Montan. Eine zielgerichtete Entwicklung des Geländes hin zu einem industriellen Schwerpunkt, wie in Stadtallendorf, wurde jedoch nicht eingeleitet. Bis zum Jahr 1960 wurde von der Braunkohlenzeche Hirschberg noch die Braunkohlenverladestation Fürstenhagen genutzt. Die Anfuhr dorthin wurde durch eine Materialseilbahn bewältigt. Heute ist in Hirschhagen eine Reihe von Firmen ansässig, die gegenwärtig etwa 600 Mitarbeiter beschäftigen. Hirschhagen ist kein reines Industrie- und Gewerbegebiet. Am 15. November 2011 hatte es 172 Einwohner, mehr als einige kleinere „reguläre“ Stadtteile von Hessisch Lichtenau.

### Rüstungsaltlast
In den ersten drei Jahren des Werksbetriebes wurden ungeklärte Abwässer in die Losse eingeleitet, die nach der Inbetriebnahme der Neutralisationsanlage nicht vollständig beseitigt wurde. Dadurch war der Fluss bis zum Kriegsende ein stinkender, braungelber Bach, dessen Wasser sämtliche (Strom-)Mühlen zersetzte und in dem keinerlei Leben auszumachen war. Durch die Ablagerung von Rückständen der Sprengstoffproduktion waren große Teile des Bodens und des Grundwassers in Hirschhagen nach 1945 verseucht. Die Abgelegenheit des Industriegebiets begünstigte zudem die Ansiedlung umweltbeeinträchtigender Industriebetriebe. Den Anstoß zu einer umfassenden Sanierung des Geländes gab erst eine 1984 erstellte Diplomarbeit an der Gesamthochschule Kassel. Auf die systematische Erkundung des Geländes folgte ab 1989 die nach wie vor laufende Grundwassersanierung und zwischen 1997 und 2009 die Bodensanierung. Hierbei wurde mit einem Kostenaufwand von rund 105 Mio. Euro etwa 200.000 t mit Schadstoffen belasteter Boden entsorgt. Die Sanierung erfolgte im Auftrag des Landes Hessen, das die Finanzierung übernahm.

### Historische Aufarbeitung
Parallel zur Beschäftigung mit der Rüstungsaltlast Hirschhagen begann 1984 die öffentliche Auseinandersetzung mit der Geschichte der Sprengstofffabrik mit einer Publikation über das KZ-Außenlager Hessisch Lichtenau. Es folgten die Gründung einer Geschichtswerkstatt und die Errichtung eines Gedenksteins für die Insassen des KZ-Außenlagers im Jahr 1986, verbunden mit zwei Treffen ehemaliger Zwangsarbeiter in Hessisch Lichtenau. Die vergleichbar dem DIZ Stadtallendorf geplante Errichtung einer Gedenkstätte konnte durch die zwischenzeitliche Auflösung der Geschichtswerkstatt jedoch nicht realisiert werden. Im Jahr 2010 wurde der mit Informationstafeln versehene Themenweg Hirschhagen durch das Gelände der ehemaligen Sprengstofffabrik eröffnet. Dort werden Führungen angeboten. Die Freiherr-vom-Stein-Schule Hessisch Lichtenau setzt sich seit vielen Jahren im Rahmen von Projektwochen, Projekttagen und im Geschichtsunterricht intensiv mit der Historie der Sprengstofffabrik auseinander, besonders mit dem Schicksal der ehemaligen Zwangsarbeiterin Blanka Pudler.